# Fiorano al Serio
Fiorano al Serio ist eine italienische Gemeinde (comune) mit 2933 Einwohnern (Stand 31. Dezember 2023) in der Provinz Bergamo, Region Lombardei. Die Gemeinde gehört zur Comunità montana della Valle Seriana.

## Geographie
Fiorano al Serio liegt im Valle Seriana an der Einmündung der Romna in den Serio, etwa 15 km nordöstlich der Provinzhauptstadt Bergamo und 60 km nordöstlich der Metropole Mailand.
Die Nachbargemeinden sind Casnigo, Cene, Gazzaniga und Vertova.

## Geschichte
Erstmals wird der Ort im Jahr 840 schriftlich erwähnt. Die Truppen von Barbarossa unterwarfen die Region 1166. Das Dorf wurde 1397 von den Guelfen abgebrannt und fiel 1428 wieder unter fremde Herrschaft. Unter Napoleon Bonaparte fiel Fiorano al Serio 1797 an Frankreich und ab 1814 – nach dem Sturz Napoleons – an Österreich. Diese Regierung hatte Bestand, bis Fiorano al Serio 1859 vom Königreich Sardinien annektiert wurde.
Bis zum Jahr 1927 war Fiorano Teil der Gemeinde Gazzaniga und erhielt 1947 die komplette Selbstverwaltung.

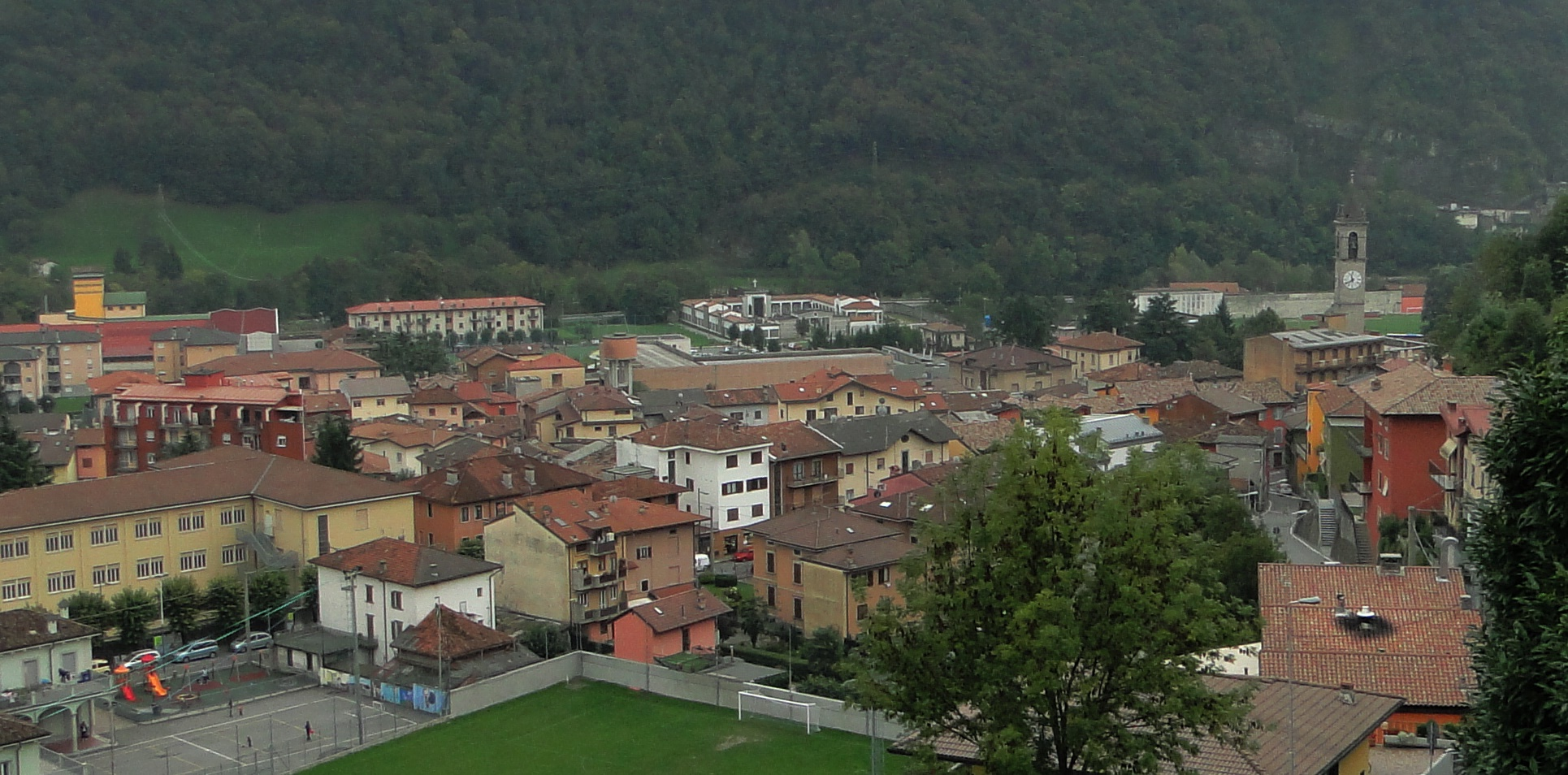
Fiorano al Serio
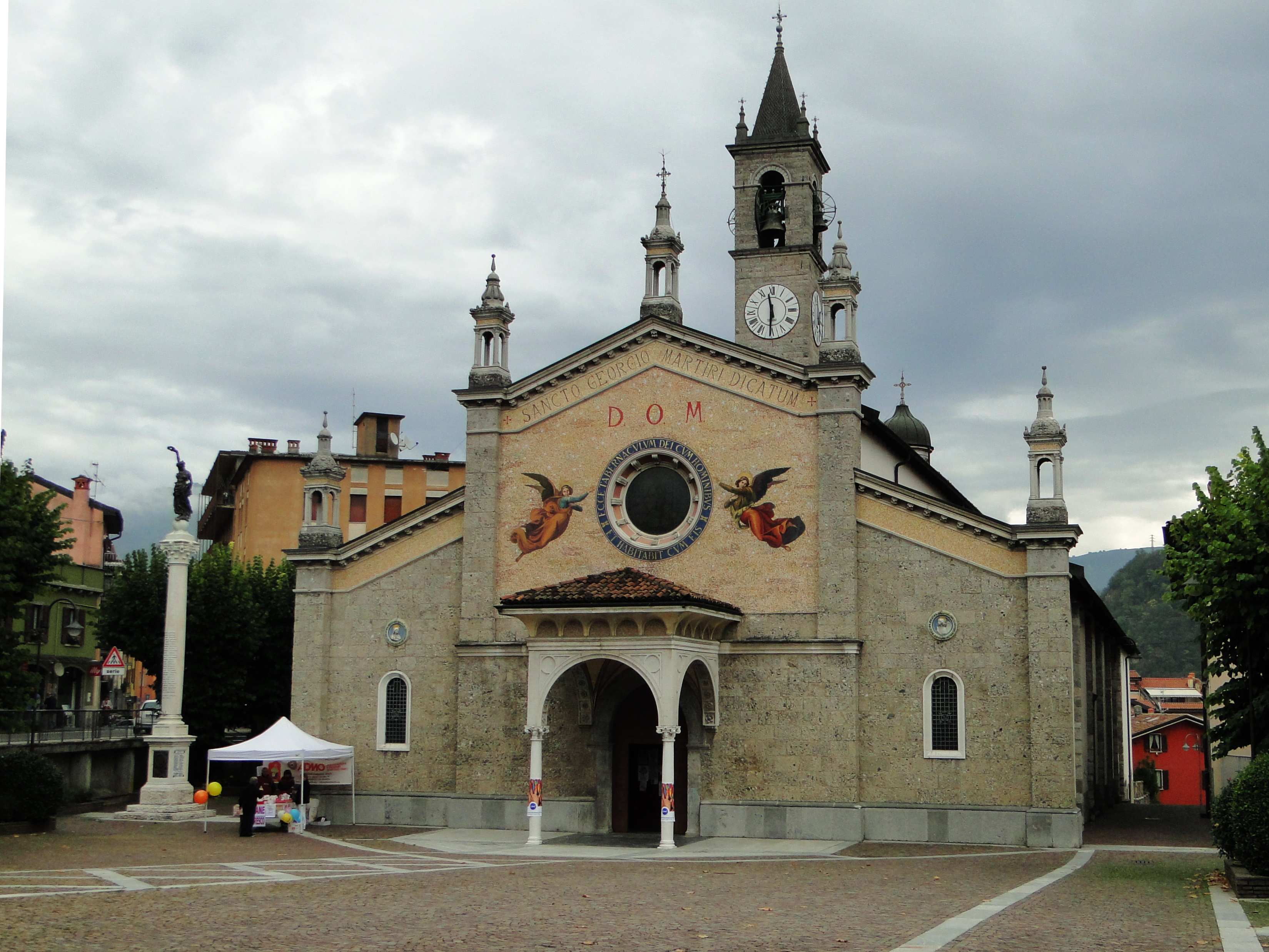
Pfarrkirche S. Giorgio
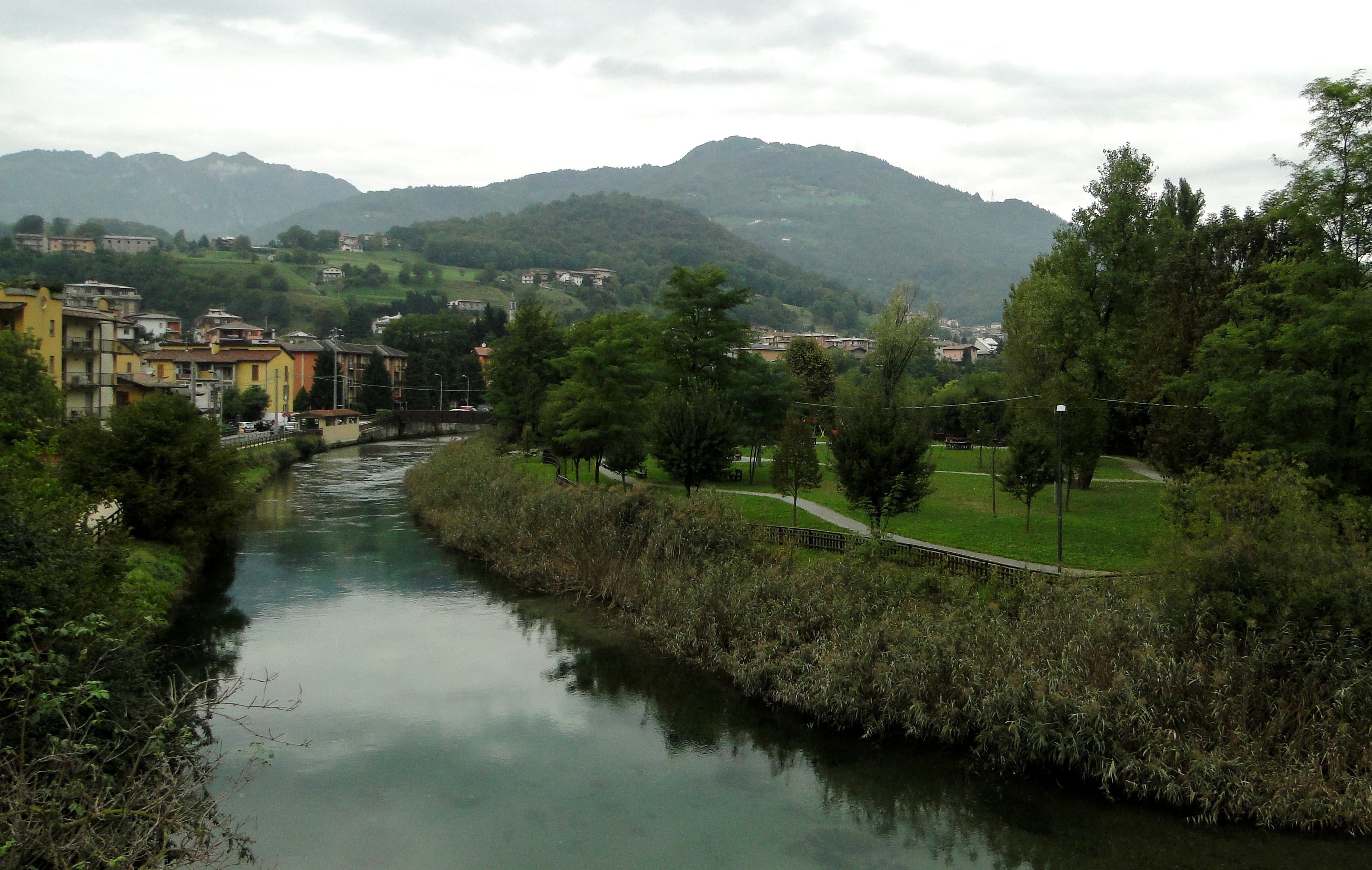
Serio